# توماس ريتشاردز (مونتير)
توماس ريتشاردز (بالإنجليزية: Thomas Richards)‏ هو مونتير أمريكي، ولد في 8 يناير 1899 في Dalton, Lancashire ‏ في المملكة المتحدة، وتوفي في 4 يناير 1946 في لوس أنجلوس في الولايات المتحدة.

## وصلات خارجية
- توماس ريتشاردز على موقع IMDb (الإنجليزية)
- توماس ريتشاردز على موقع ألو سيني (الفرنسية)
- توماس ريتشاردز على موقع قاعدة بيانات الأفلام السويدية (السويدية)
- توماس ريتشاردز على موقع قاعدة بيانات الفيلم (الإنجليزية)
- توماس ريتشاردز على موقع كينوبويسك (الروسية)